# イルマ・ヘツリアニ
イルマ・ヘツリアニ（グルジア語: ირმა ხეცურიანი、グルジア語ラテン翻字: Irma Khetsuriani）はジョージアの車いすフェンシング選手。ジョージアの車いすフェンシング代表チームにおける、初の女性選手である。彼女はジョージア国内で障害を持つ女性やスポーツ選手を支援する活動に携わり、ジョージアパラリンピック委員会で事務長として勤務している。

## 人物
ヘツリアニはアブハジアの出身であり、7歳までオチャムチレに居住していた。彼女の一家は2008年の南オセチア紛争の際にアブハジアを離れた。紛争の後、彼女はクタイシやチャルトゥボで過ごし、17歳の時にクタイシ大学に進学。彼女は英語とコンピュータを研究した。20歳の時、彼女は脊椎疾患に罹り、身体に障害を負った。彼女は健康上の問題を治療するため、大学を中退した。
ヘツリアニはジョージアパラリンピック委員会において事務長として勤務している。この職は友人が彼女のために紹介したものであった。彼女の母親は、ヘツリアニが仕事のためにトビリシを離れることを望んでいなかった。
ヘツリアニの趣味の一つに、ダンスがある。トビリシではダンスをする人が少ないことから、彼女は注目を受けている。ヘツリアニの大親友の一人に、車いすフェンシング選手のテモ・ダディアニがいる。彼女もまた、アブハジアの出身であった。友人らの多くは、ウクライナのリハビリセンターで知り合った。
ヘツリアニはジョージアの障害者スポーツを支援し、2015年には政府と協議してスポーツ支援資金の提供を依頼した。彼女はまた、ジョージアの障碍者の生活向上に多くの貢献を行った。2013年には「障害者の日」の一環として、国際連合のイベントに参加した。

## 車いすフェンシング
ヘツリアニは車いすフェンシングの選手である。彼女はジョージアにおいて最初の女子車いすフェンシング選手である。彼女はジョージアの車いすフェンシング代表チームにおいて、5人の男子選手とともに毎日練習をしている。彼女は車いすフェンシング競技を初めてから8か月で、世界ランキングに並ぶようになった。彼女はマルハズ・メスヒの指導を受けた。
ヘツリアニが車いすフェンシングを始めたきっかけは、ジョージアパラリンピック委員会が彼女に競技を勧めたことであった。それ以前、彼女はいくつかの映像を見たことがある程度でしかなかった。彼女の最初の車いすフェンシング競技の体験は、印象の悪いものであった。彼女は涙を流した。非常に厳しい指導であったが、コーチの交代により彼女は競技を続けた。
2014年、ドイツで開催されたIWAS車いすフェンシングワールドカップにおいて彼女は5位入賞。同年のモントリオールグランプリにも出場し、女子フルーレでは準決勝でドイツのジモーネ・ブリーゼ＝ビートケに敗れたものの銅メダルを獲得した。同大会のカテゴリーB女子エペでは準々決勝でアメリカのエレン・ゲッデスに9-15で敗れて5位入賞。2014年11月のポーランド車いすフェンシングオープンではフルーレで銅メダルを、サーブルで銀メダルを獲得した。
2015年にイタリアのピサで開催されたワールドカップを、彼女は9位の成績で終えた。彼女はグループステージで敗退し、次のステージへ進出できなかった。この大会で彼女は、香港のピン・ゾン・ワンに15-7で敗れた。2015年8月にハンガリーのエゲルで開催されたIWAS世界選手権で、彼女は女子サーブルBで銀メダルを獲得。この大会では準決勝でポーランドのパトリツィア・ヘレザを下して決勝に進出。決勝でウクライナのテティアナ・ポズニアクに13-15で敗れた。この大会の後、彼女は車いすフェンシングの世界ランキングで初の最高位となった。2015年10月、彼女はフランスのパリで開催されたワールドカップにおいて、シニア女子サーブルBで金メダルを獲得した。彼女は決勝においてポーランドのパトリツィア・ヘレザを15-9で下した。決勝に至るまで、彼女はフランス、ギリシャ、イギリス、ポーランド、ウクライナの選手と対戦した。他の多くの選手とはことなり、彼女はサーブル、フルーレ、エペの車いすフェンシング3種目すべてに出場した。